# Einbrennen (Bildschirm)
Das Einbrennen (auch Screen burn-in, ein aus dem Englischen zusammengesetztes Wort aus screen für Bildschirm und to burn für brennen) beschreibt den Vorgang, nach dem ein Bildschirm durch statische Bilder oder Überbelastung ein stets sichtbares Muster anzeigt. Diese Abnutzungserscheinung ist je nach Bildschirmtyp irreversibel oder vorübergehend.

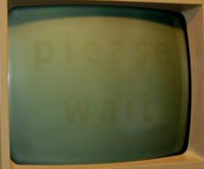
Eingebranntes Bild eines Röhrenmonitors (ausgeschaltet)

## Ursachen

### Röhrenmonitore

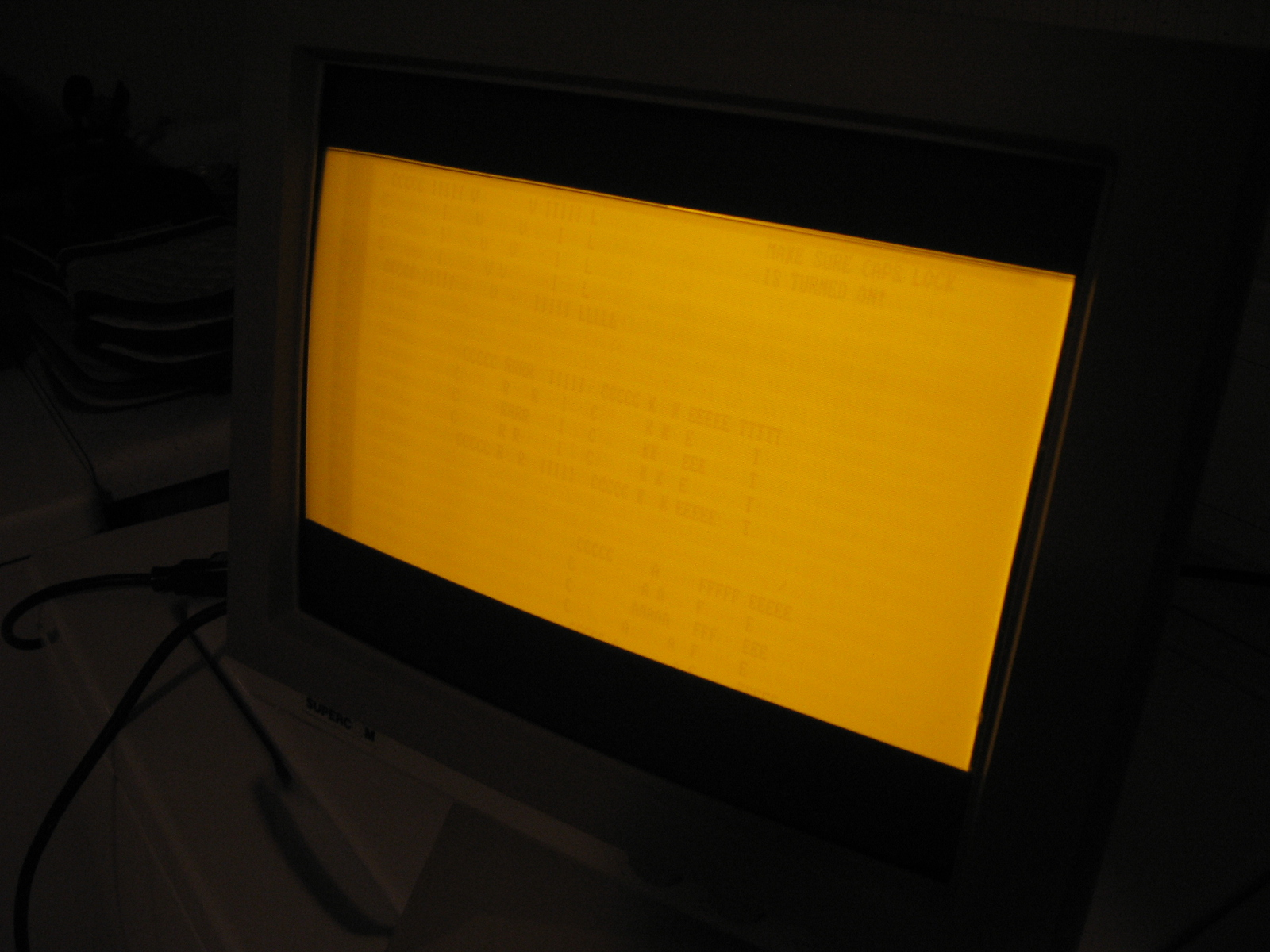
Eingebranntes Bild eines Röhrenmonitors (eingeschaltet)

Bei Röhrenmonitoren wird das Einbrennen durch die auf die Leuchtschicht treffenden Elektronen der Kathodenstrahlröhre erzeugt und löst bei einseitiger Belastung einer Region die Leuchtstoffschicht und schwächt die Leuchtkraft an dieser Stelle.
Gelegentlich tritt das Problem aber auch durch eine fehlerhafte Ablenkung an Röhrenbildschirmen auf. Fällt beispielsweise die Ablenkung aus, so konzentriert sich der Elektronenstrahl auf eine dünne Linie oder gar einen Punkt. In diesem Falle ist es wichtig, das Gerät so schnell wie möglich auszuschalten, damit weiterer Schaden vermieden wird.

### Plasmabildschirme
Plasmabildschirme zeigen einen Effekt, der manchmal mit dem Einbrennen verwechselt wird. Wenn eine Gruppe von Pixeln für längere Zeit sehr hell ist (z. B. weil Weiß angezeigt wird), baut sich in der Pixelstruktur eine elektrische Ladung auf, die zu einem Geisterbild führt. Im Gegensatz zum Einbrennen ist dieser Ladungsaufbau vorübergehend und korrigiert sich von selbst, wenn der Bildschirm lang genug ausgeschaltet wird oder sich ändernden Inhalt wie z. B. normale Fernsehsendungen anzeigt.

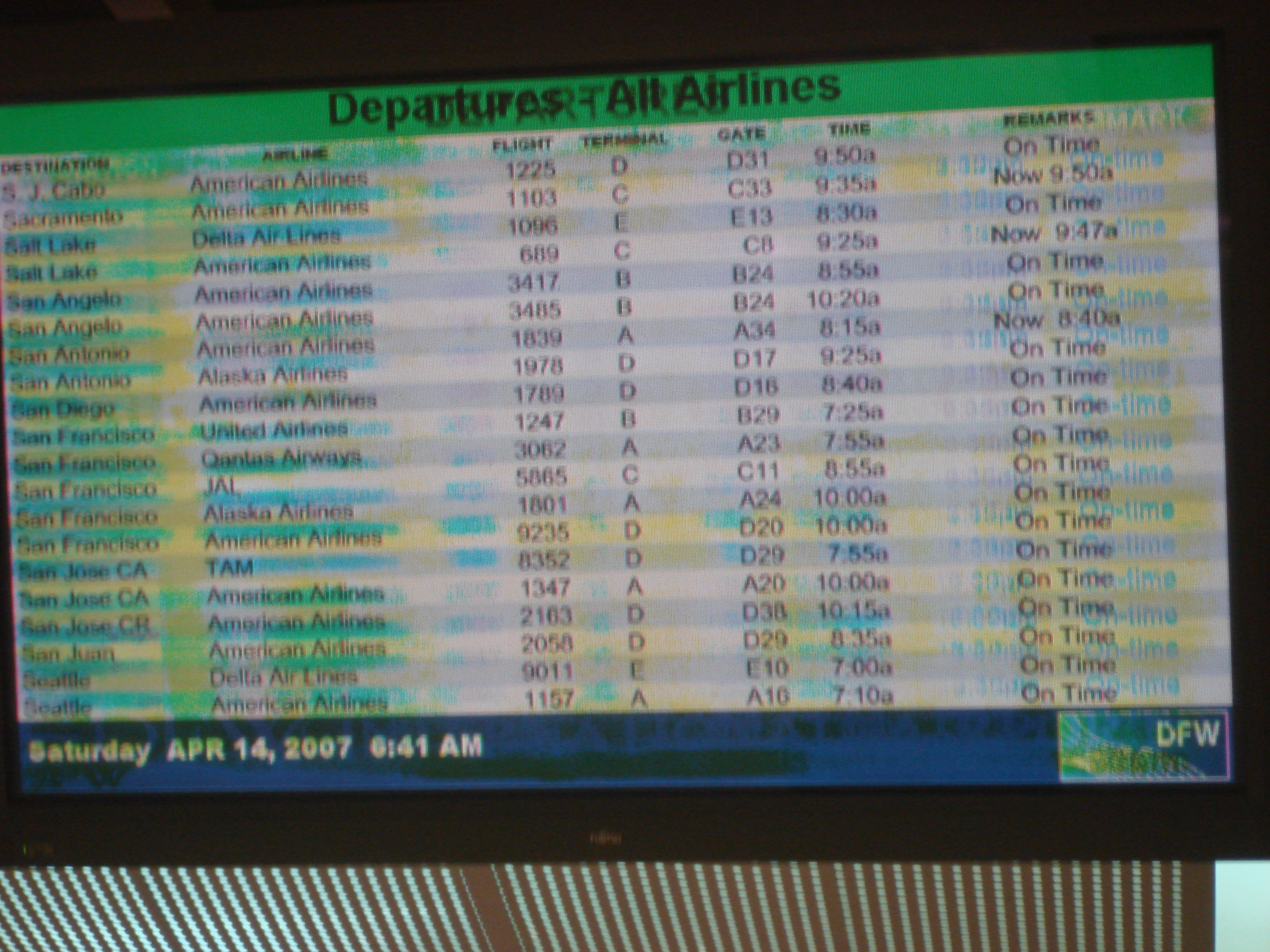
Eingebranntes Bild eines Plasmamonitors

Jedoch können Plasmabildschirme nach längeren, kontrastreichen Standbildern auch dauerhafte Schattenbilder zeigen. Diese verblassen zwar nach und nach durch anschließende Darstellung veränderlicher Bilder, aber das kann je nach Dauer und Intensität des auslösenden Standbildes sehr lange dauern. Nach Herstellerangaben und Erfahrungsberichten ist dieser Effekt in den ersten 100 Betriebsstunden besonders intensiv. Deshalb empfehlen manche Hersteller, in den ersten 1000 Betriebsstunden den Kontrast nicht über die Einstellung 50 % zu erhöhen.

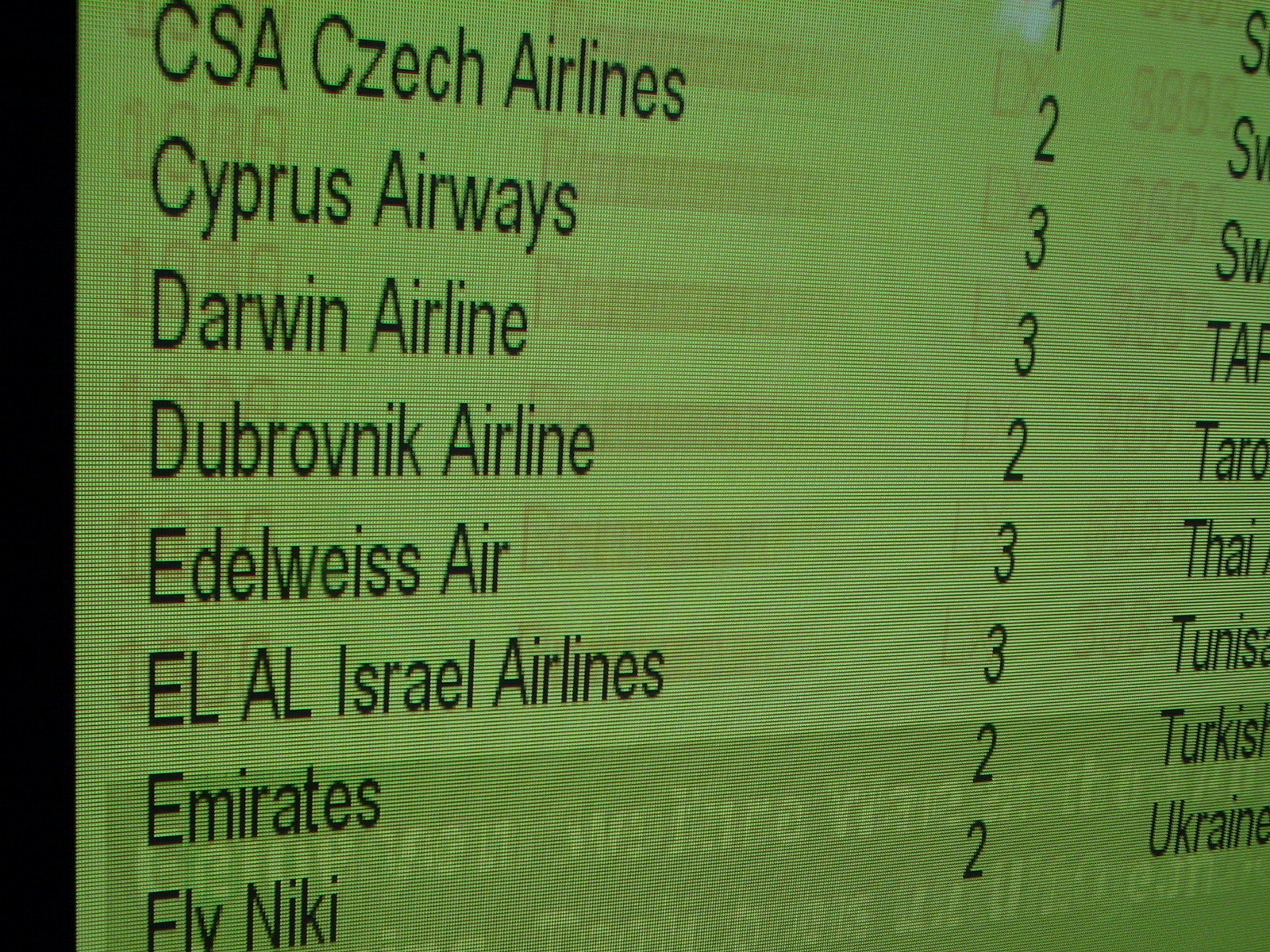
Eingebranntes Bild auf einem Plasmabildschirm am Flughafen Zürich

### Flüssigkristallbildschirme
Flüssigkristallbildschirme (LC-Displays) zeigen ein ähnliches Verhalten, obwohl die Details des Vorgangs unterschiedlich sind.
Bei LCDs verlieren die Flüssigkristall-Moleküle, die die weiße Hintergrundbeleuchtung beim Durchgang durch die Membran „einfärben“, ihre Rotationselastizität und können deshalb nicht vollständig in ihren Ausgangszustand zurückkehren. Wie bei Plasmabildschirmen ist das üblicherweise vorübergehend und behebt sich von selbst, wenn der Bildschirm längere Zeit ausgeschaltet bleibt oder dynamischen Inhalt anzeigt.
In schweren Fällen kann die Veränderung allerdings dauerhaft bestehend bleiben.

### OLED-Bildschirme
Bildschirme, die auf organischen Leuchtdioden basieren, können aufgrund unterschiedlich schneller Alterung der einzelnen (Sub-)Pixel ähnliche Erscheinungen aufzeigen, wobei diese an Leuchtkraft verlieren, wenn sie durch dauerhaftes Anzeigen von statischen Bildinhalten ungleichmäßig beansprucht werden. Betroffene Stellen erscheinen vergleichsweise dunkler. Diese Veränderungen sind permanent und können nicht rückgängig gemacht werden.

## Vermeidung
Es gibt mehrere Möglichkeiten, das Einbrennen zu verhindern:

### Computer
Beim Computer gibt es nach längerer Ruhephase der Maus oder der Tastatur die Möglichkeit, kein Videosignal mehr an den Monitor zu schicken und so den Monitor automatisch ausschalten zu lassen, so dass keine Elektronen mehr auf die Leuchtschicht treffen.
Außerdem kann ein Bildschirmschoner für ständige Bildveränderung sorgen.

### Fernsehen
Einige Fernsehsender senden kein opakes, sondern ein halbdurchsichtiges Logo, das genug Bildveränderung zulässt. Oftmals wird es beim Wechsel zur Werbung animiert oder auch dauerhaft animiert (bspw. bei Sat.1), das heißt, in Position oder Farbe verändert und während der Werbung ganz aus dem Bild entfernt. Da auch die Ablenkung in Röhren-Fernsehgeräten in der Regel nicht so hochwertig ist, wandert das Bild bei großen Helligkeitswechseln des Gesamtbildes ein wenig (sog. „Pumpen“). Somit wandert auch das Logo etwas und brennt sich nicht so deutlich ein.